# Castle Crashers
Castle Crashers é um jogo do tipo combate corpo-a-corpo.
O jogo foi desenvolvido pela empresa The Behemoth. Apresenta trilha sonora desenvolvida por membros da Newgrounds. A versão para Xbox 360 foi lançada em 27 de agosto de 2008 via Xbox Live Arcade como parte do Xbox Live Summer of Arcade. A versão para PlayStation 3 foi lançada nos Estados Unidos em 31 de agosto de 2010 e 3 de novembro de 2010 na Europa através da PlayStation Network. Uma versão para computador foi anunciada em 16 de agosto de 2012, exclusiva para Steam. Recentemente foi lançada uma versão remasterizada para Nintendo Switch e Playstation 4 no dia 19 de setembro de 2019. O jogo se passa em um universo fictício medieval no qual um mago das trevas rouba um cristal místico e captura quatro princesas. Quatro cavaleiros são encarregados pelo rei de resgatar as princesas, recuperar o cristal e levar o mago à justiça.

## Desenvolvimento
Castle Crashers foi revelado pela primeira vez em 14 de julho de 2005 na San Diego Comic-Con International sob o título provisório de Ye Olde Side-Scroller, no entanto, o jogo não recebeu seu título até a Comic-Con de 2006, quando foi anunciado para o Xbox Live Arcade. O estilo de arte do jogo foi desenvolvido pelo Artista Líder do Behemoth, Dan Paladin. Conforme a equipe criava novos locais e personagens, a arte do espaço reservado foi usada como um modelo para a aparência, tamanho e escala da arte final. Paladin desenhou múltiplas renderizações, então selecionou uma para finalização.

### Versão remasterizada
A versão remasterizada do jogo foi anunciada no dia 15 de junho de 2015 pela The Behemoth para Xbox One, enquanto a versão da Steam recebeu apenas uma atualização gratuita. Esta versão apresenta texturas de qualidade superior, frame-rate ilimitado, melhorias de desempenho e um minijogo adicional. Esta versão foi lançada posteriormente para o Nintendo Switch e PlayStation 4 em 17 de setembro de 2019.